# Molnupiravir
Molnupiravir (mã phát triển MK-4482 và EIDD-2801), được bán với cái tên Lagrevio. là một thuốc kháng virus dùng đường uống được phát triển để điều trị các virus RNA như COVID-19. Molnupiravir là tiền chất với 1 gốc ester, được chuyển hóa thành dạng hoạt tính là EIDD-1931 rồi được chuyển hóa thành β-d-N4-hydroxycytidine-triphosphate qua các kinase trong tế bào. β-d-N4-hydroxycytidine-triphosphate sẽ gắn vào RNA của virus, liên kết với cả guanine và adenine, làm tích tụ đột biến trong RNA của virus và gây "thảm họa đột biến", tạo ra các hạt virus không còn khả năng lây nhiễm.
Thuốc được công ty phát triển thuốc của trường đại học, Drug Innovation Ventures at Emory (DRIVE) phát triển tại Đại học Emory. Sau đó thuốc này được công ty Ridgeback Biotherapeutics có trụ sở tại Miami mua lại. Sau đó Ridgeback đã hợp tác với Merck & Co. để phát triển loại thuốc này hơn nữa.

## Tranh cãi về độ an toàn
Vào tháng 4 năm 2020, một khiếu nại tố giác của cựu Giám đốc Cơ quan Nghiên cứu và Phát triển Tiên tiến Y sinh Hoa Kỳ (BARDA) Rick Bright đã tiết lộ những lo ngại về việc cung cấp tài trợ cho việc phát triển thêm molnupiravir do các loại thuốc tương tự có đặc tính gây đột biến (gây tổn hại DNA). Một công ty trước đây, Pharmasset, sau khi điều tra thành phần hoạt chất của thuốc đã từ bỏ nó. Những tuyên bố này đã bị George Painter, Giám đốc điều hành của DRIVE phủ nhận, lưu ý rằng các nghiên cứu về độc tính trên molnupiravir đã được thực hiện và dữ liệu được cung cấp cho các cơ quan quản lý ở Hoa Kỳ và Anh, những người đã cho phép các nghiên cứu an toàn ở người được tiến hành vào mùa xuân năm 2020. Cũng tại thời điểm này, DRIVE và Ridgeback Biotherapeutics cho biết họ đã lên kế hoạch cho các nghiên cứu an toàn trong tương lai trên động vật.

## COVID-19
Vào cuối tháng 7 năm 2020 Merck, công ty đã hợp tác với Ridgeback Biotherapeutics để phát triển loại thuốc này, đã thông báo ý định chuyển molnupiravir sang các thử nghiệm giai đoạn cuối bắt đầu vào tháng 9 năm 2020. Vào ngày 19 tháng 10 năm 2020, Merck bắt đầu thử nghiệm Giai đoạn 2/3 kéo dài một năm với đối tượng tập trung vào các bệnh nhân nằm viện. Vào tháng 6 năm 2021, Bộ Y tế và Dịch vụ Nhân sinh Hoa Kỳ cam kết mua lượng thuốc molnupiravir trị giá 1,2 tỷ USD từ Merck nếu nó nhận được sự chấp thuận của FDA.